# Liste der Stolpersteine in Gransee

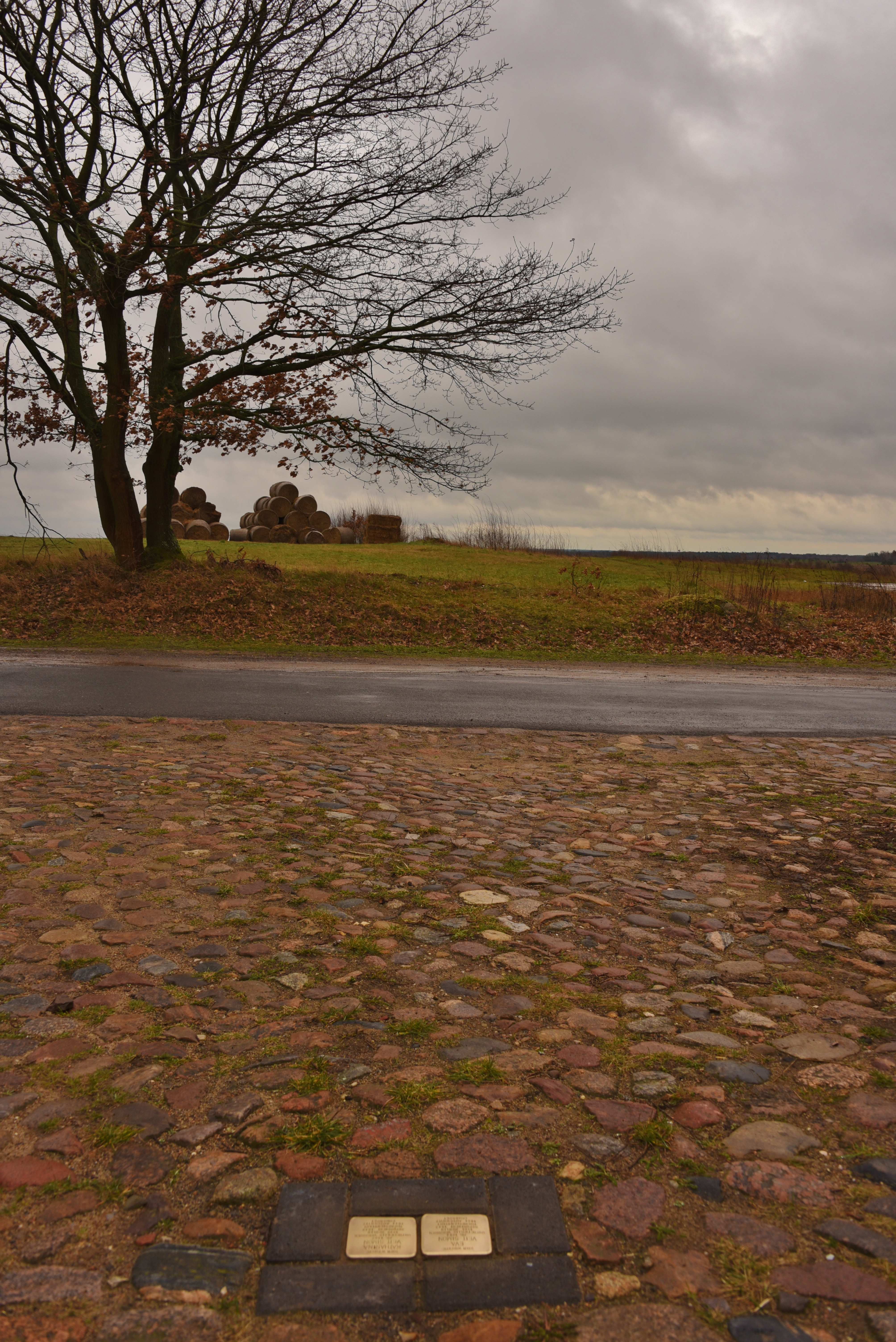
Stolpersteine für die beiden ermordeten Schwestern

Die Liste der Stolpersteine in Gransee enthält die Stolpersteine für zwei gehörlose Schwestern, die in der Stadt Gransee einen Obsthof betrieben, die enteignet und vertrieben, verhaftet, nach Theresienstadt deportiert und schließlich in Auschwitz in einer Gaskammer ermordet wurden. Stolpersteine erinnern an das Schicksal der Menschen, die von den Nationalsozialisten ermordet, deportiert, vertrieben oder in den Suizid getrieben wurden. Die Stolpersteine wurden vom Kölner Künstler Gunter Demnig konzipiert und werden in der Regel von ihm vor dem letzten selbstgewählten Wohnsitz des Opfers verlegt.
Die bislang einzigen Stolpersteine von Gransee wurden am 6. September 2017 verlegt.

## Katharinenhof

Katharina Veit Simon

Der Katharinenhof Gransee wurde 1912/13 am Meseberger Weg in Gransee erbaut. Bauherrin war Katharina Veit Simon, gelernte Gärtnerin und damals 24 Jahre alt. Einem Dokument vom 31. Juli 1912 zum Bauantrag ist zu entnehmen, dass Katharina Simon zuvor das aus sechs Flurstücken bestehende Areal am Meseberger Weg erworben hatte. Der Kaufpreis betrug 21 670 Reichsmark. Als Architekten wurden Alfred Breslauer (1866–1954) und Paul Salinger (1865–1942) verpflichtet. Das Haupthaus ist im neubarocken Stil konzipiert, mit einem Mansardendach und einem umlaufenden Gesimsband. Das gegen Westen anschließende schlichte Nebengebäude verfügt über zwei Geschosse und ein Satteldach. Ob dieser Seitentrakt auch von den Architekten geplant wurde, ist fraglich. Am 20. August 1913 wurden die Bauarbeiten abgeschlossen. Zum Obstgut zählen mehrere Hektar Plantagenfläche. Angebaut wurden vorerst rund tausend Apfel-, Birnen- und Sauerkirschbäume, fünfhundert Johannisbeersträucher und dazwischen Spargelbeete.
Der Obstbau in Gransee entwickelte sich trotz Krieg, Inflation und politischer Wirren in der Zwischenkriegszeit sehr positiv. Die Zahl der Betriebe verdreifachte sich innerhalb von fünfzehn Jahren, eine Verwertungsgenossenschaft wurde gegründet, Lagerräume, eine Sortieranlage und schließlich 1932 auch eine Süßmostkelterei wurden errichtet. Als Hauptcharakteristika der jungen Unternehmerin werden „Tatkraft und Umsicht“ genannt. Auch ihr Betrieb expandierte. 1916 wurde ein Grundstück zugekauft, 1922 wurden zwei Gewächshäuser (insgesamt 350 m²) für den Anbau von Weintrauben errichtet. Im Frühjahr 1924 folgte ein drittes Gewächshaus für Gurken. Ein Schuppen wurde ergänzt und auch ein Hühnerstall (für 300 Tiere).
Die Erfolgsgeschichte des Katharinenhofes endete mit der „Machtergreifung“ Hitlers und der NSDAP. Zu den zahlreichen Schikanen gegen Juden zählten die Bekanntmachung über den Verkehr mit landwirtschaftlichen Grundstücken vom 26. Januar 1937 und die Verordnung über die Anmeldung des Vermögens von Juden vom 26. April 1938. Da erheblicher Wertverlust oder Enteignung zu befürchten war, verkaufte die Familie am 30. Mai 1938 den Gutshof zum Preis von 80.000 RM, wenig mehr als die Hälfte des Wertes. Davon flossen aber nur 50.000 RM sofort, sie wurden zur Abdeckung der Verbindlichkeiten eingesetzt. Die restlichen 30.000 RM wurden für fünf Jahre gestundet. Sie kamen aber auch dann nicht der Familie Veit Simon zu, sondern wurden vom NS-Staat kassiert. Während der Kriegsjahre war der Diplomat Rudolf Nadolny (1873–1953) Pächter der Liegenschaft. 1995 wurde der Katharinenhof nach einem Rechtsstreit an die Nichten und Neffen von Katharina Veit Simon restituiert.

## Stolpersteine
| Stolperstein | Inschrift | Verlegeort                          | Name, Leben |
| ------------ | --- | ----------------------------------- | --- |
|              | HIER WOHNTE EVA VEIT SIMON JG. 1884 UNFREIWILLIG VERZOGEN 1938 BERLIN DEPORTIERT 1942 THERESIENSTADT 1944 AUSCHWITZ ERMORDET       | Katharinenhof · Meseberger Weg 16 · | Eva Veit Simon wurde 1884 gehörlos geboren. Ihre Eltern waren der Justizrat und Fachanwalt für Handelsrecht Herman Veit Simon (1856–1914) und dessen Frau Hedwig, geborene Stettiner (geboren 1861). Sie hatte drei Geschwister, Heinrich (geboren 1883), die ebenfalls gehörlose Katharina (geboren 1887) und Martin (geboren 1890, Selbstmord 1914). Ihre Eltern ermöglichten ihr eine sehr gute Ausbildung auf dem Gebiet der bildenden Kunst, im Zuge dieser Ausbildung wurde ihr auch ein Aufenthalt in Rom ermöglicht. Ihre Schwester ließ den Katharinenhof errichten, im Obergeschoss des Gebäudes wurde für Eva Simon ein Atelier eingerichtet. Zwei Antijüdische Gesetze, 1937 die »Bekanntmachung über den Verkehr mit landwirtschaftlichen Grundstücken« sowie 1938 die »Verordnung über die Anmeldung des Vermögens von Juden«, bewogen Eva Simons Bruder Heinrich Simon, ebenfalls Jurist wie sein Vater, die Schwestern zum Verkauf des Katharinenhofes zu bewegen. Der Hof wurde 1938, weit unter seinem Wert, an den Ariseur Bruno Schumann verkauft. Die Schwestern verloren ihre Existenzgrundlage, auch Möbel und Inventar verblieben auf dem Hof. Eva Simon und ihre Schwester zogen zur Mutter nach Berlin-Dahlem. Im Winter 1938 wurde auch dieses Haus arisiert und von der Luftwaffe übernommen, die drei Frauen zogen zum Bruder Heinrich und dessen Familie. Am 3. Oktober 1942 wurde Eva Simon gemeinsam mit ihrer Schwester und ihrer Mutter nach Theresienstadt deportiert. Ihrer Mutter verlor dort ihr Leben am 1. April 1943. Eva Simon und ihre Schwester wurden am 6. Mai 1944 ins Vernichtungslager Auschwitz überstellt und dort ermordet. Heinrich Simon wurde als erstes Familienmitglied ein Opfer der Nazis. Er wurde am 22. April 1942 verhaftet und im Mai 1942 im Gestapogefängnis Keibelstraße ermordet. Heinrich Simon hatte sechs Kinder aus der Ehe mit Irmgard Simon, einer Nichtjüdin. Drei Kinder konnten rechtzeitig Deutschland verlassen, darunter seine Tochter Judith, die mit einem Kindertransport nach England in Sicherheit gebracht werden konnte. Zwei weitere Töchter wurden nach Theresienstadt deportiert, eine Tochter konnte überleben. Der Jüngste Sohn der Familie wurde in Auschwitz ermordet. Irmgard Simon überlebte als Nichtjüdin in Berlin und zog später nach London. 1995 wurde in einem Rechtsstreit der Katharinenhofe an die Nichten und Neffen von Eva Veit Simon rückübertragen. |
|              | HIER WOHNTE KATHARINA VEIT SIMON JG. 1887 UNFREIWILLIG VERZOGEN 1938 BERLIN DEPORTIERT 1942 THERESIENSTADT 1944 AUSCHWITZ ERMORDET | Katharinenhof · Meseberger Weg 16 · | Katharina Veit Simon wurde am 25. November 1887 gehörlos geboren. Sie entstammte einer angesehen großbürgerlichen Familie. Ihre Eltern waren der Jurist Herman Veit Simon (1856–1914) und dessen Frau Hedwig, geborene Stettiner (geboren 1861). Ihr Vater war Anwalt am Kammergericht Berlin, spezialisiert auf Handelsrecht. Sie hatte drei Geschwister, Heinrich (geboren 1883), die ebenfalls gehörlose Eva (geboren 1884) und Martin (geboren 1890, Selbstmord 1914). Ihre Eltern ermöglichten ihr, die schon früh Interesse an Gärtnerei und Landwirtschaft gezeigt hatte, die Errichtung des Katharinenhofs, eines Obsthofes in Gransee. Im Obergeschoss des Gebäudes wurde für Eva Veit Simon, die sich künstlerisch betätigte, ein Atelier eingerichtet. Ihr Vater, der während des Aufbaus hilfreich mit Rat und finanziellen Mitteln zur Seite gestanden hatte, starb überraschend am 16. Juli 1914 während eines Kuraufenthalts in der Schweiz. Katharina Veit Simon führte das Obstgut erfolgreich rund 25 Jahre lang. Die antisemitische Gesetzgebung des NS-Regimes führte zur Entscheidung zum Verkauf weit unter Wert im Jahr 1938. Damit verloren die Schwestern ihre Existenzgrundlage. Sie zogen zur Mutter in deren Haus Gelfertstraße 47 in Berlin-Dahlem. Im folgenden Winter wurde auch das Haus der Mutter "arisiert" und von der Luftwaffe in Beschlag genommen. Die drei Frauen fanden Unterkunft bei Sohn beziehungsweise Bruder Heinrich Veit Simon, der ebenfalls ein erfolgreicher Jurist geworden war, jedoch nur mehr als Substitut arbeiten durfte. Er wurde am 22. April 1942 verhaftet und im Mai 1942 im Gestapogefängnis Keibelstraße ermordet. Am 3. Oktober 1942 wurde Katharina Veit Simon gemeinsam mit ihrer Mutter und ihrer Schwester nach Theresienstadt deportiert. Die Mutter verlor dort am 1. April 1943 ihr Leben. Katharina Veit Simon und ihrer Schwester wurden am 6. Mai 1944 in das Vernichtungslager Auschwitz überstellt und dort ermordet. Ein Neffe und eine Nichte, Ruth und Rolf Veit Simon, wurden ebenfalls ermordet. Drei weitere Kinder ihres Bruders konnten in der Emigration überleben, eine Nichte wurde nach Theresienstadt deportiert und überlebte das Lager. Ihre Schwägerin Irmgard Veit Simon überlebte als Nichtjüdin in Berlin. Nach dem Untergang des NS-Regimes verließ auch sie Deutschland und ging nach Großbritannien.                                                         |

## Verlegung
Die Initiative stammt vom Granseer Stadtverordneten Rene Jordan.
Gunter Demnig verlegte die beiden Stolpersteine von Gransee am 6. September 2017. Verlegt wurden die Stolpersteine am Einfahrtstor zum Katharinenhof, mehrere Hundert Meter vom Gebäude entfernt. Die Verlegung erfolgte unter Anteilnahme der angereisten Familienmitglieder, von Lehrern und Schülern des Gymnasiums Gransee, den Bewohnern des Hofes sowie Angehörigen der Familie Nadolny, den Pächtern nach 1938.
Die Stolpersteine für die anderen Familienmitglieder wurden auf Wunsch der Familie am 16. Oktober 2014 vor deren letzten Wohnsitz vor der Ermordung, beziehungsweise Deportation am Hindenburgdamm 11 in Berlin-Lichterfelde verlegt:

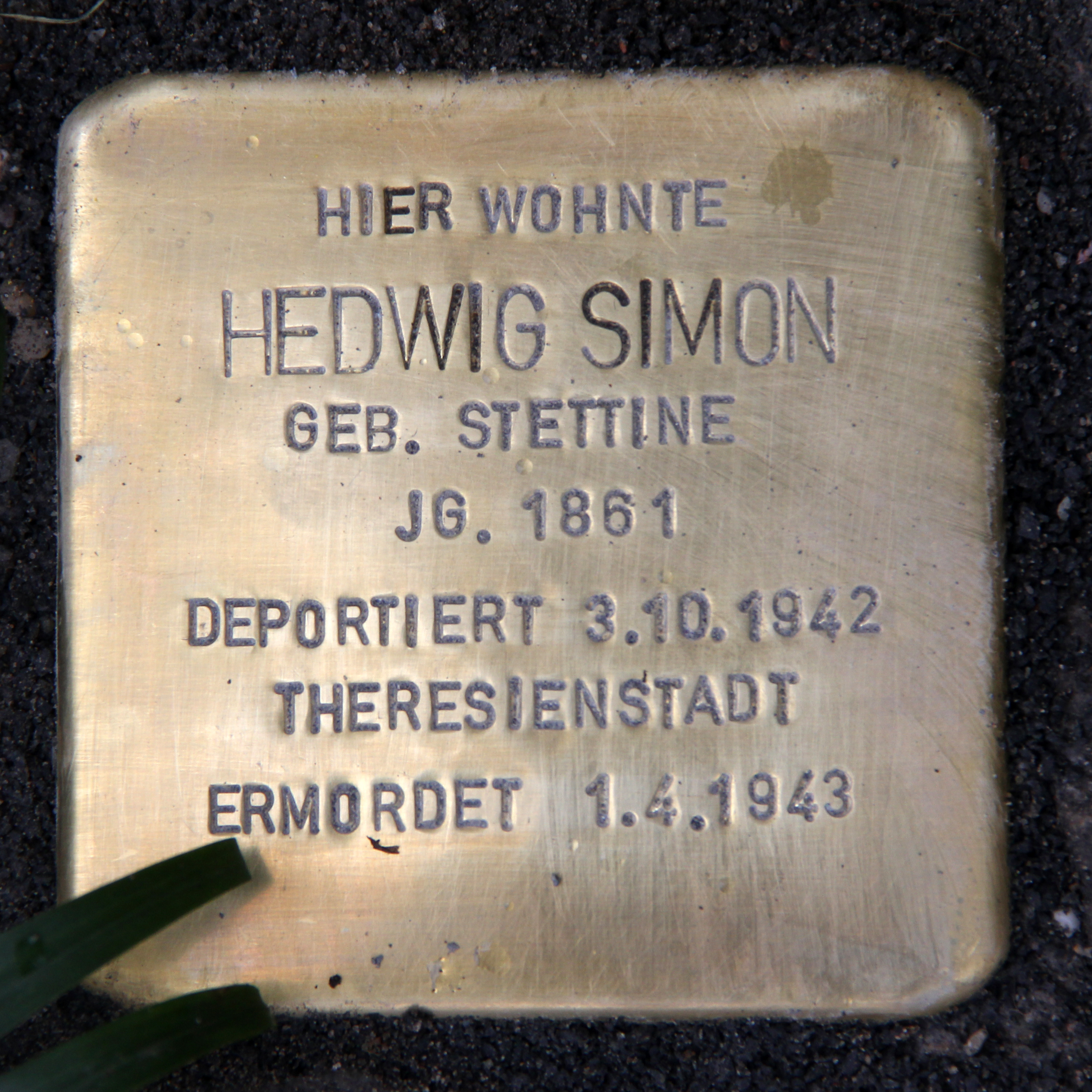
Hedwig Simon
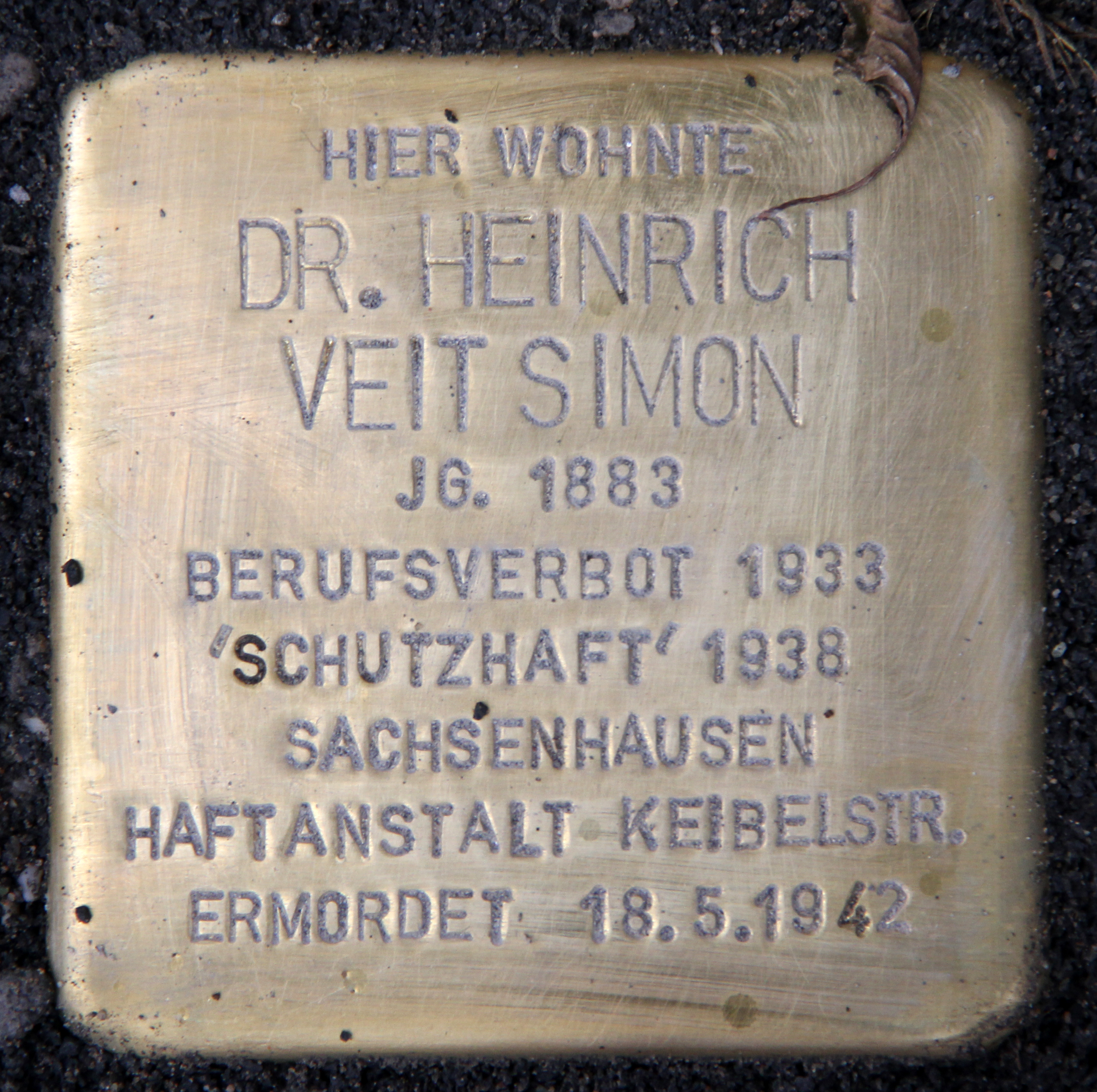
Heinrich Veit Simon
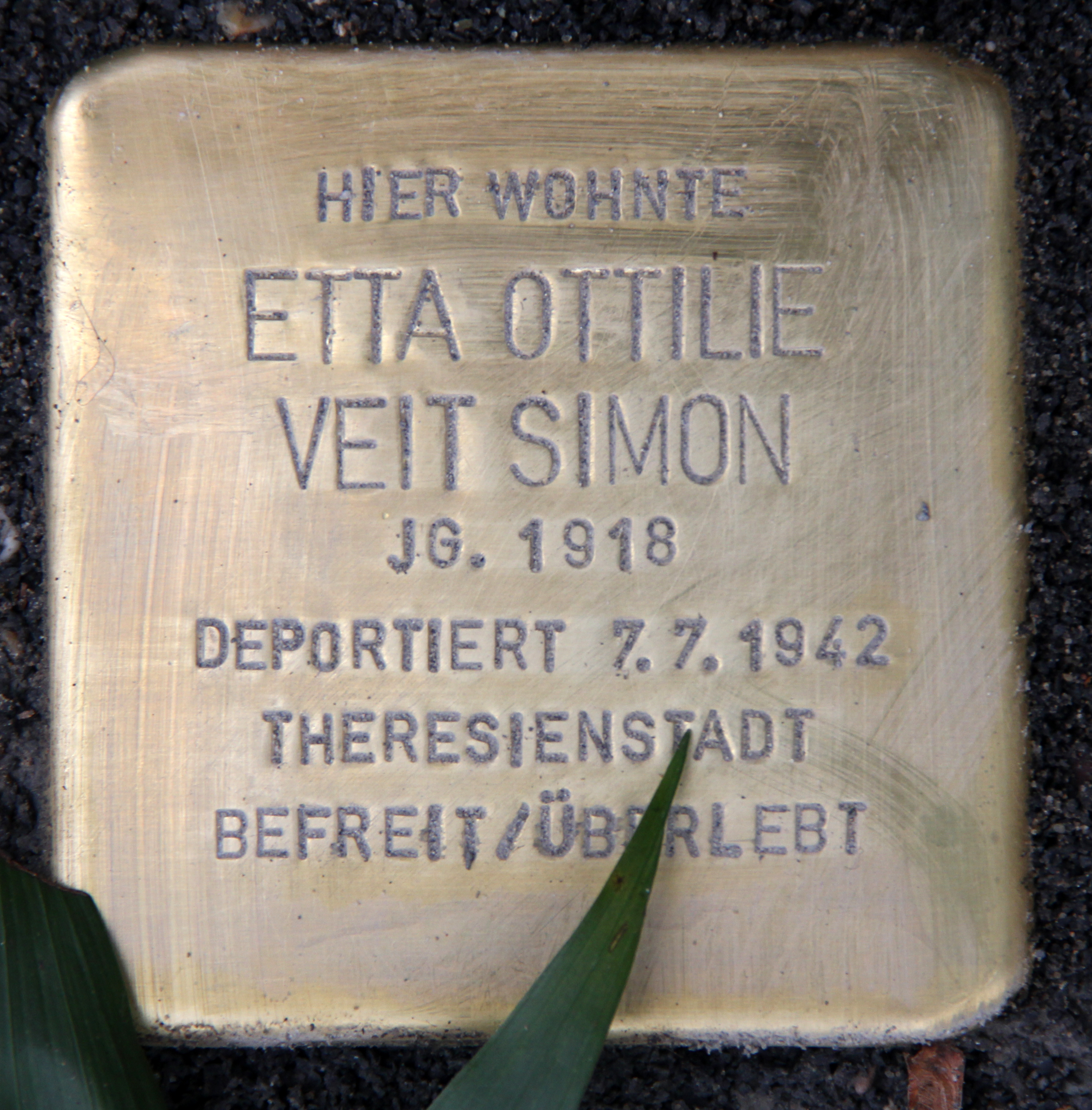
Etta Ottilie Veit Simon
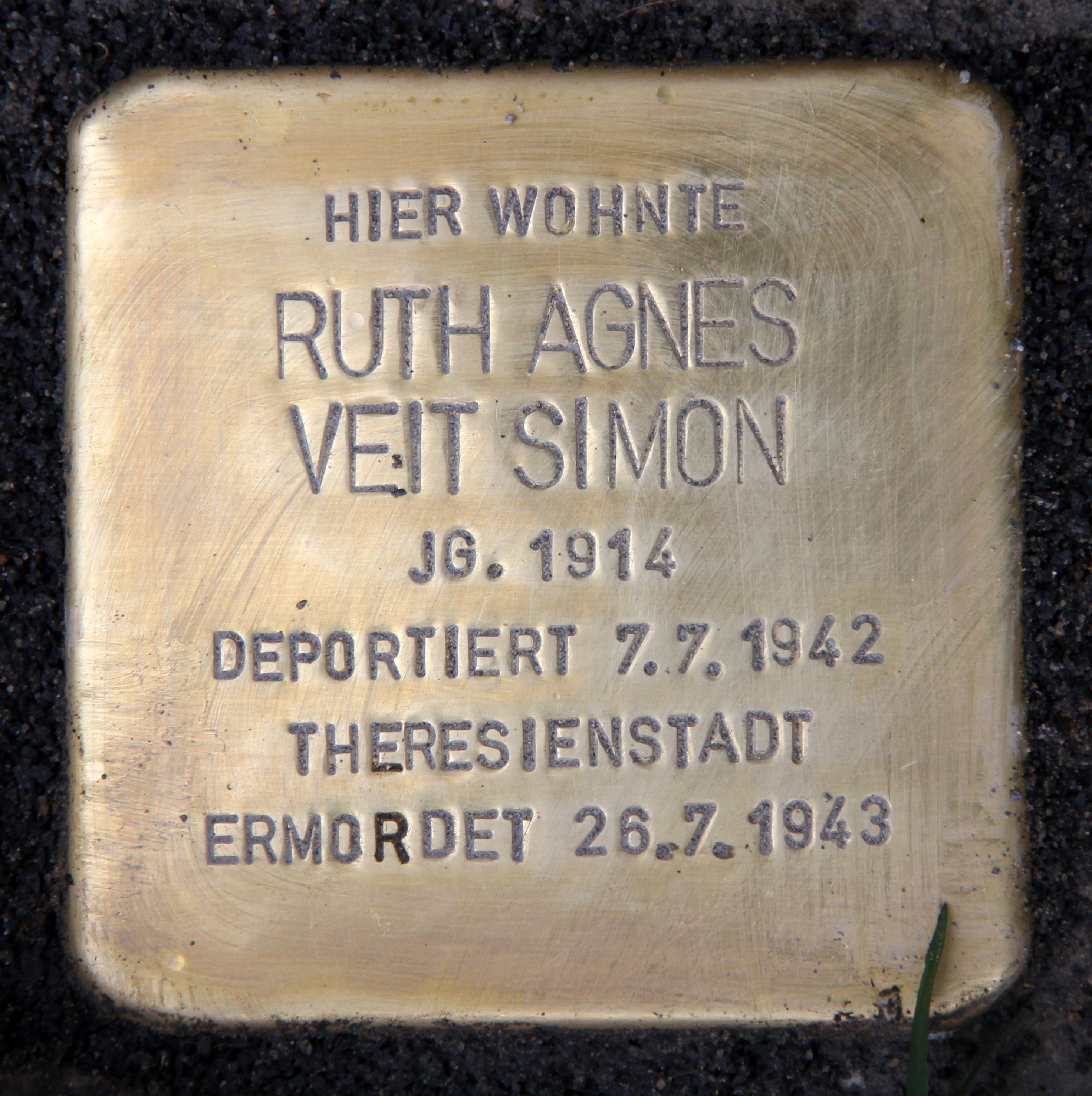
Ruth Agnes Veit Simon